# Wolfgang Roth (Romanist)
Wolfgang Roth (* 11. Juni 1934 in Wilhelmshaven; † 30. Juli 2012 in Essen) war ein deutscher Romanist.

## Leben
Nach der Promotion zum Dr. phil. am 28. November 1962 in Bonn lehrte er als Gastprofessor in Brasília (1967/1968), als Studienprofessor am Romanischen Seminar der Ruhr-Universität Bochum, an der Freien Universität Berlin und der Universität Osnabrück, wo er sich habilitierte und eine außerplanmäßige Professur erlangte, in João Pessoa (Brasilien), an der Universidad Mayor de San Andrés (La Paz, Bolivien), der Universidad Autónoma Tomás Frías (Potosí, Bolivien) sowie als Gastprofessor für germanistische Linguistik an der Université de Valenciennes.

## Schriften (Auswahl)
- Beiträge zur Formenbildung von lat. „esse“ im Romanischen. Bonn 1965, OCLC 692139390.